# Gammarus parthicus
Gammarus parthicus is een vlokreeftensoort uit de familie van de Gammaridae. De wetenschappelijke naam van de soort is voor het eerst geldig gepubliceerd in 1998 door Stock, Mirzajani, Vonk, Naderi & Kiabi.